# Přibice
Přibice (en allemand : Pribitz) est une commune du district de Brno-Campagne, dans la région de Moravie-du-Sud, en République tchèque. Sa population s'élevait à 1 042 habitants en 2020.

## Géographie
Přibice est arrosée par la rivière Jihlava, et se trouve à 5 km au sud-est de Pohořelice, à 27 km au sud de Brno et à 198 km au sud-est de Prague.
La commune est limitée par Žabčice au nord, par Vranovice à l'est, par Ivaň au sud, et par Pohořelice à l'ouest.

## Histoire
La première mention écrite de la localité date de 1233.